# Карлсгаген
Карлсгаген (нім. Karlshagen) — громада в Німеччині, розташована в землі Мекленбург-Передня Померанія. Входить до складу району Передня Померанія-Грайфсвальд. Складова частина об'єднання громад Узедом-Норд.
Площа — 5,07 км2. Населення становить 3219 ос. (станом на 31 грудня 2020).

## Галерея

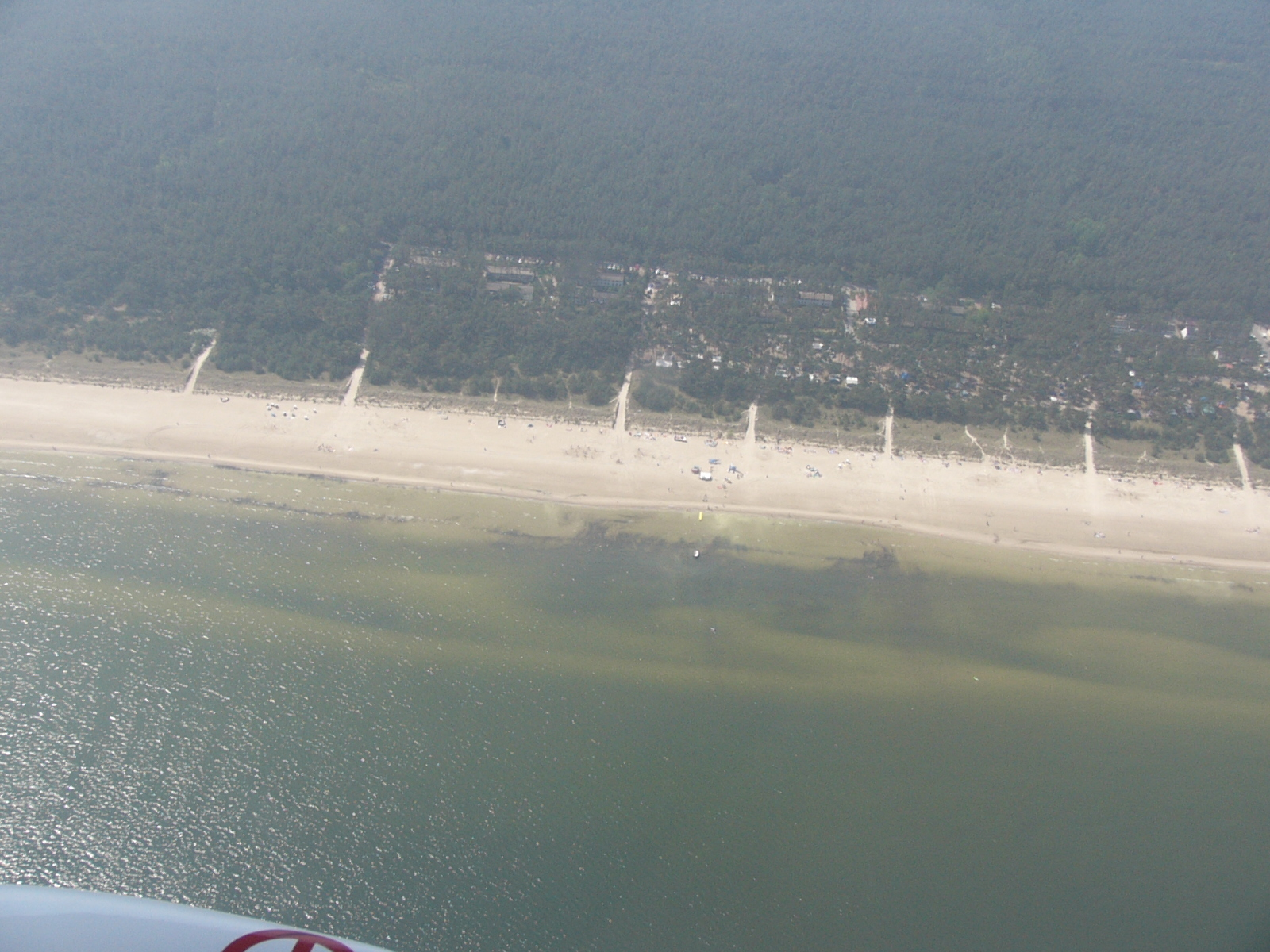
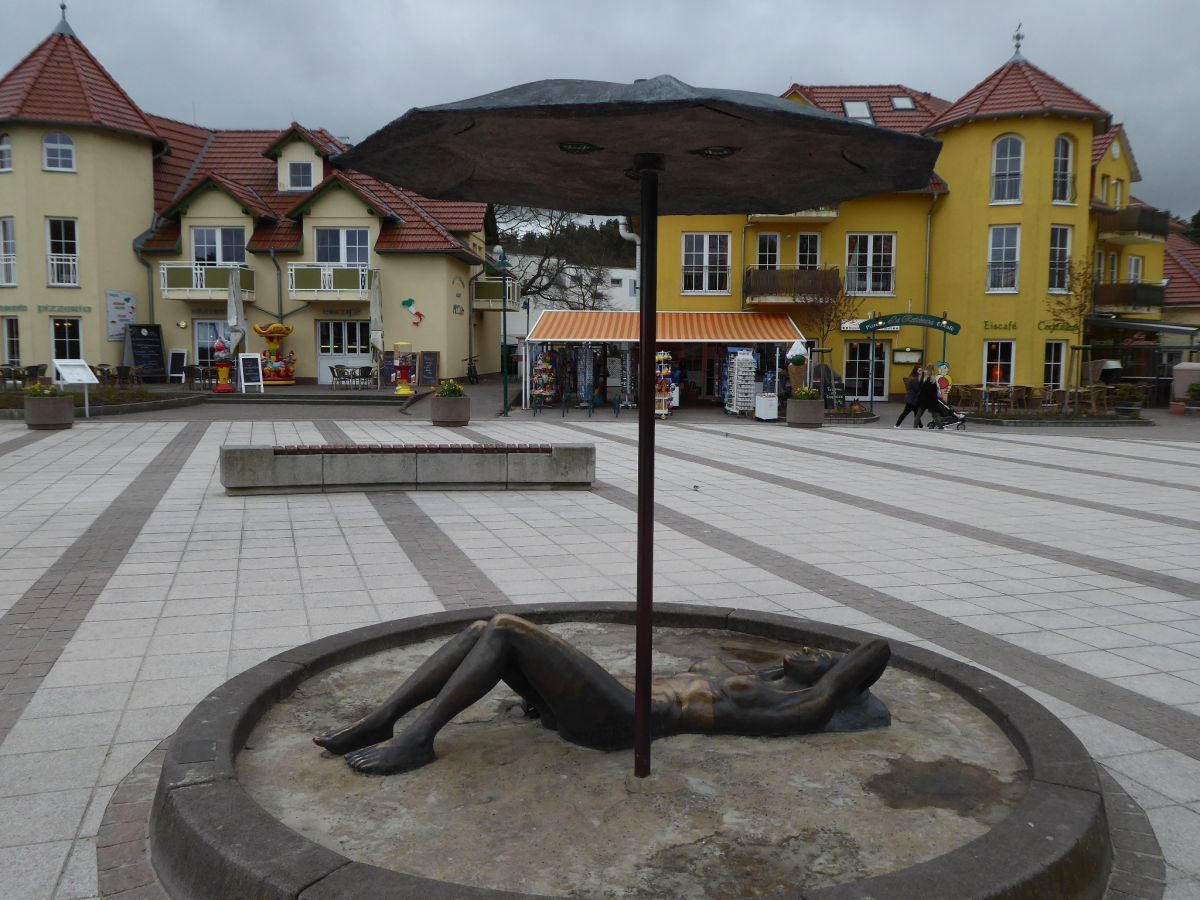
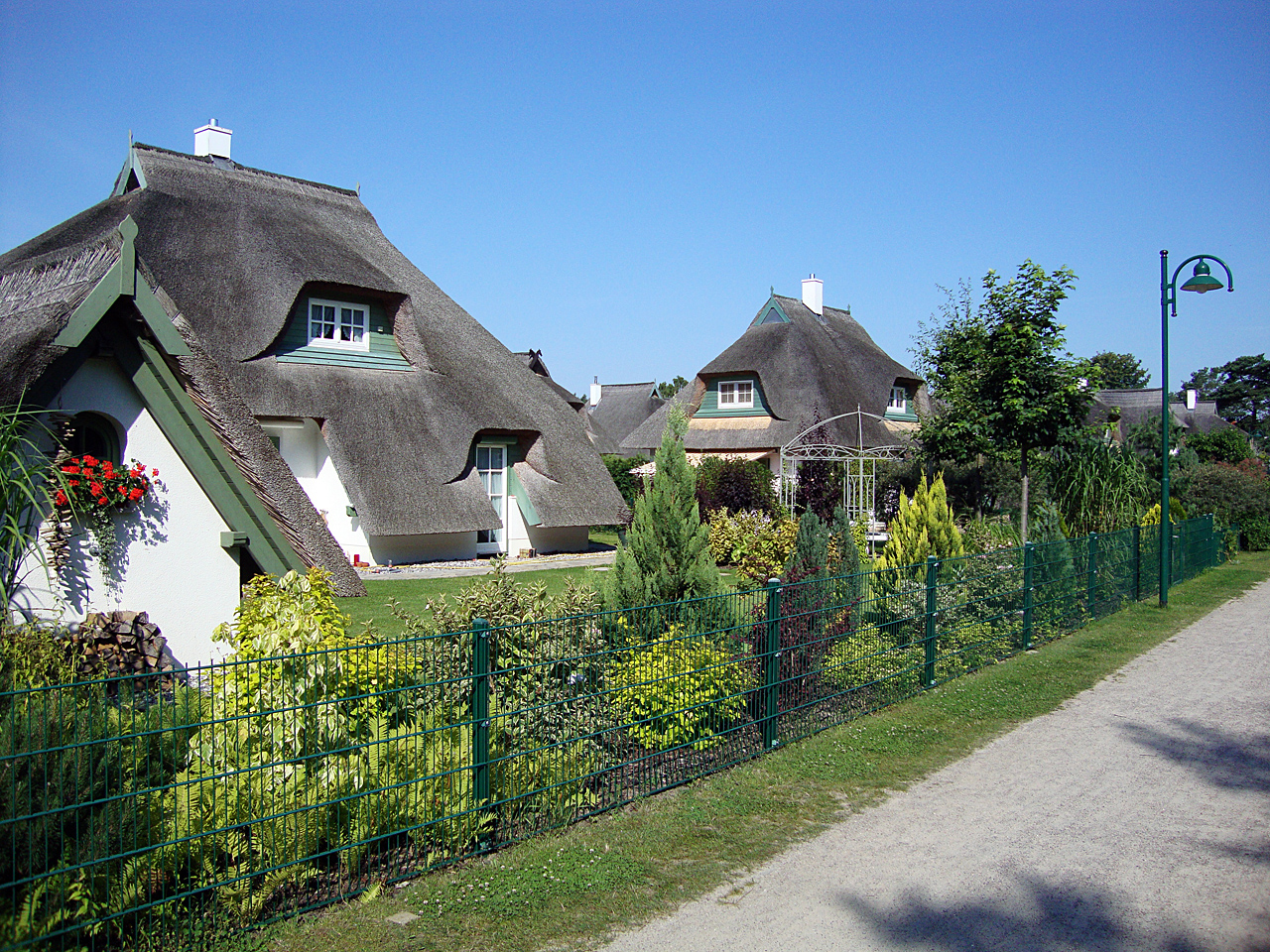
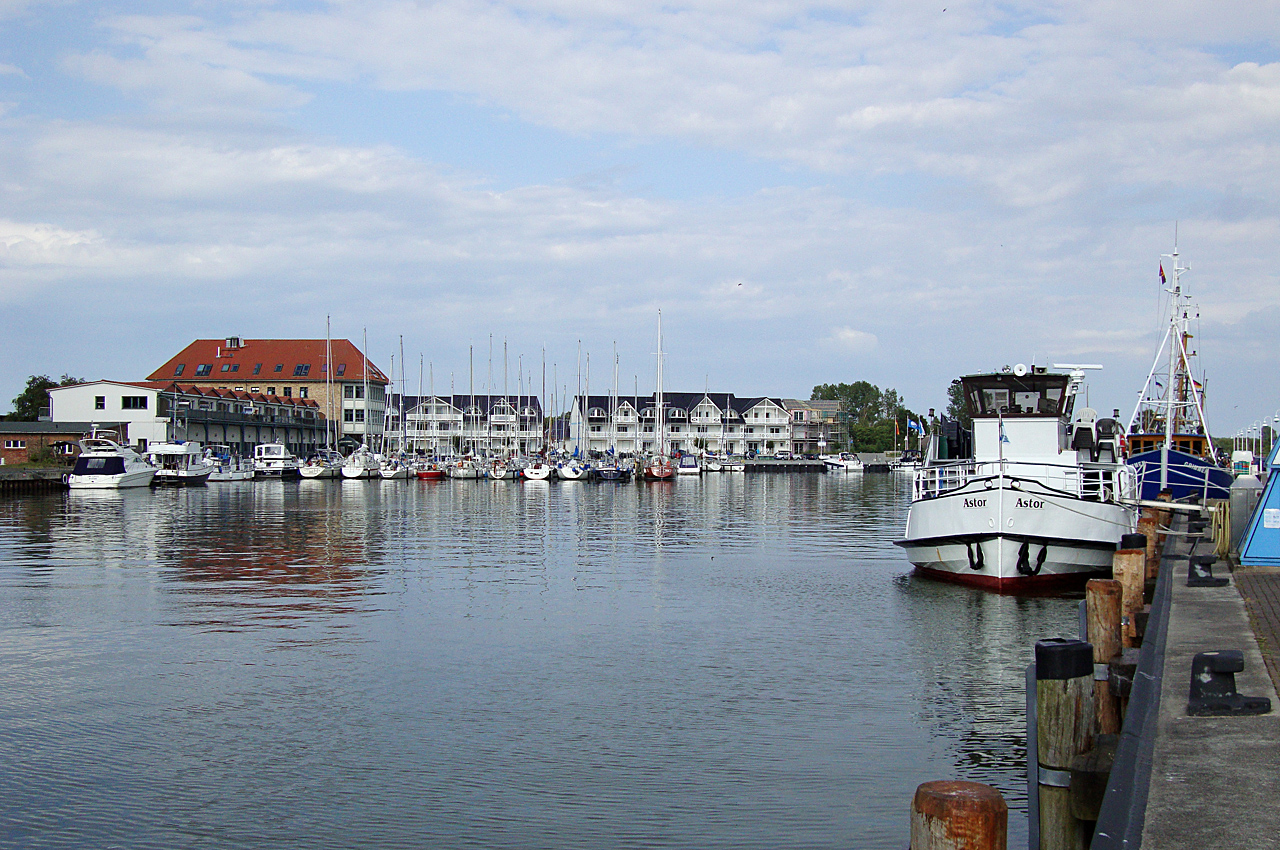
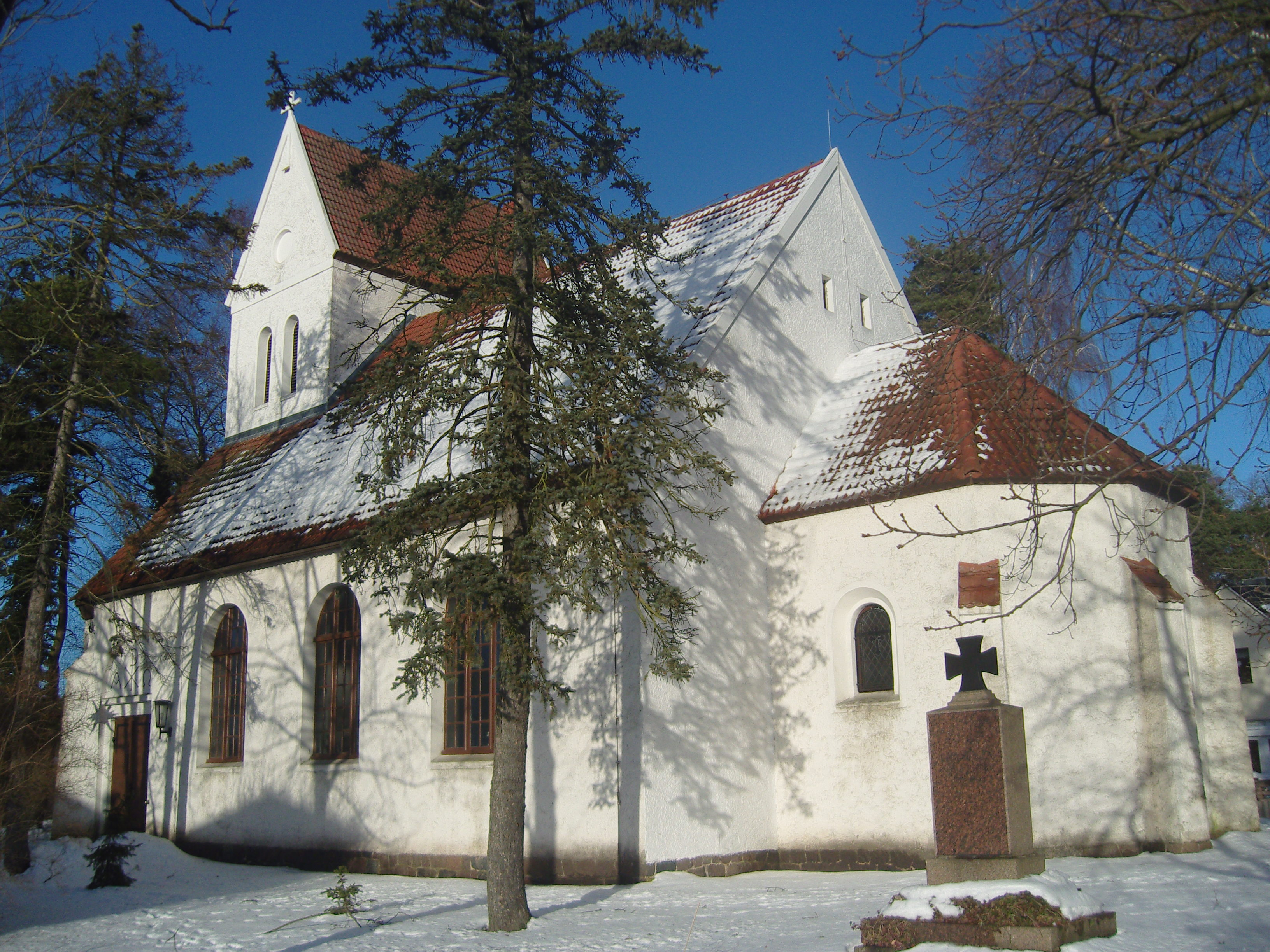